# Abdoulaye Traoré
|  | No s'ha de confondre amb Abdou Traoré. |

Abdoulaye Traoré   (Abidjan, 4 de març de 1967), dit igualment Ben Badi, és un exfutbolista ivorià de la dècada de 1990.
Fou internacional amb la selecció de futbol de Costa d'Ivori.
Pel que fa a clubs, destacà a S.C. Braga.